# Sigoulès
Sigoulès era una comuna francesa que estaba situada en el departamento de Dordoña, de la región de Nueva Aquitania que el 1 de enero de 2019 pasó a formar parte de la comuna nueva de Sigoulès-et-Flaugeac como comuna delegada.

## Historia
En 1829 absorbe la comuna de Lestignac.
El 7 de enero de 2019 el consejo municipal decidió su supresión como comuna delegada.

## Demografía
| Gráfica de evolución demográfica de Sigoulès entre 1800 y 2017 |
|                                                                |

Los datos demográficos contemplados en este gráfico de la comuna de Sigoulès se han cogido de 1800 a 1999 de la página francesa EHESS/Cassini, y los demás datos de la página del INSEE.